# Шарки (Гусевское сельское поселение)
Шарки — деревня в Оленинском муниципальном округе Тверской области.

## География
Находится в юго-западной части Тверской области на расстоянии приблизительно 10 км на запад по прямой от административного центра округа поселка Оленино.

## История
В 1859 году здесь (тогда деревня Бобровая Лука или Шарки Ржевского уезда) было учтено 6 дворов, в 1941 году — 3. До 2019 года входила в состав ныне упразднённого Гусевского сельского поселения. По состоянию на 2020 год опустела.

## Население
Численность населения: 66 человек (1859 год), 15 (русские 100 %) в 2002 году, 8 в 2010.